# سد رحاب
سد رحَاب أحد سدود الطائف التاريخية.

## الوصف
يقع هذا السد الذي يعرف أيضا ًباسم: وِديمة، في وادي رحاب شمال غرب الطائف بنحو خمسة وثلاثين كيلومترًا، ويبلغ طوله سبعين مترًا، وسمكه متران اثنان، وارتفاعه ثلاثة أمتار. ولم يتبق منهُ إلا الجزء الجنوبي الشرقي البالغ طوله ثمانية وثلاثين مترًا، وهو من النوع غير المتدرج، ويعود تاريخه إلى عصر الدولة الأموية.